# 蓮田市消防本部
蓮田市消防本部（はすだししょうぼうほんぶ）は、埼玉県蓮田市の消防部局（消防本部）。管轄区域は蓮田市全域。

## 概要

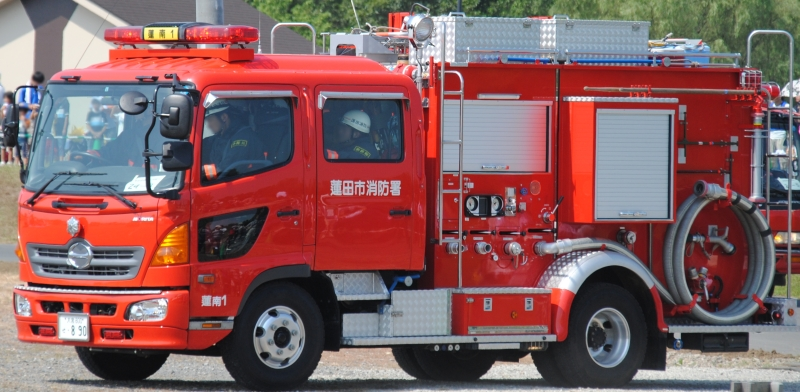
ポンプ車

- 消防本部：蓮田市大字閏戸178-1
- 管内面積：27.27km2
- 職員定数：92名
- 消防署1カ所、分署1カ所
- 主力機械（2020年4月1日時点）
  - 普通消防ポンプ自動車：2
  - 水槽付消防ポンプ自動車：2
  - 化学消防自動車：1
  - 高規格救急自動車：4（うち予備車：1）
  - 救助工作車：1
  - 資機材搬送車：1
  - 指揮車：1
  - 指令車：1
  - 広報指導車：1
  - 連絡車：4

## 沿革
- 1967年（昭和42年）：蓮田町消防本部を設置。
- 1969年（昭和44年）：救急業務を開始。大字閏戸178番地に消防本部・消防署の庁舎が完成。
- 1972年（昭和47年）10月1日：市制施行により蓮田市消防本部に改称。
- 1979年（昭和54年）：南分署を開設。
- 2004年（平成16年）：大字閏戸178-1に消防本部・消防署の新庁舎が完成。

## 組織
- 本部－消防課
- 消防署
  - 南分署

## 消防署
| 消防署       | 住所          | 分署          |
| ------------ | ------------- | ------------- |
| 蓮田市消防署 | 大字閏戸178-1 | 南：馬込1-256 |

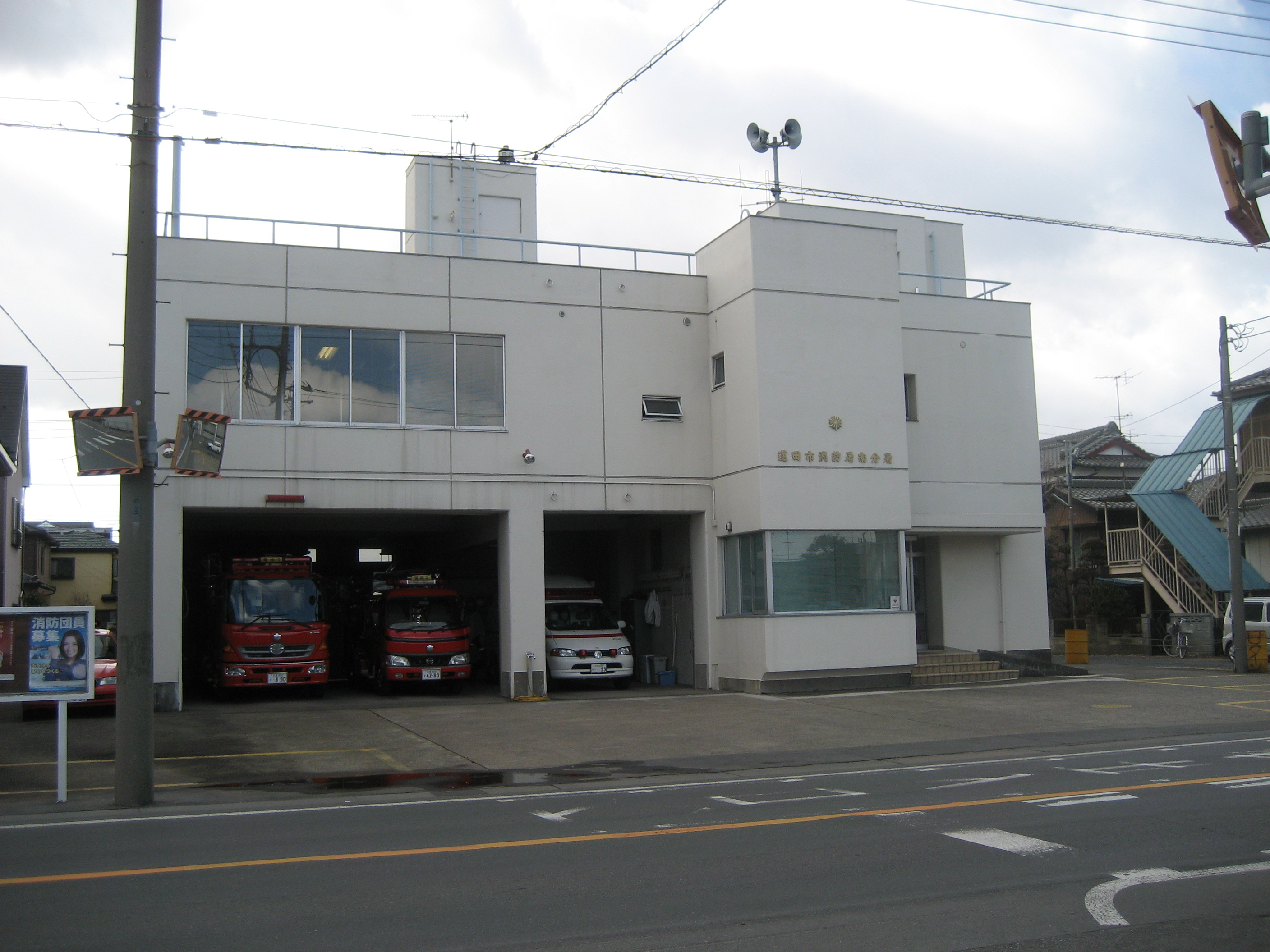
南分署

## 消防相互応援協定
消防組織法第39条に基づき、相互の消防力を活用して火災などの災害による被害を最小限に防止するため、隣接する消防本部などと相互応援協定を締結している。
協定締結先
- 上尾市消防本部
- 埼玉東部消防組合
- さいたま市消防局
- 埼玉県央広域消防本部
- 久喜市（消防団の相互応援協定）
- 白岡市（消防団の相互応援協定）
- 埼玉県下消防相互応援協定（埼玉県内のすべての消防機関で締結）
- 東北自動車道管内市町（組合）間の消防相互応援協定（川口市消防局・さいたま市消防局・埼玉東部消防組合・羽生市消防本部・館林地区消防組合）

その他の応援協定
- 埼玉県防災ヘリコプター応援協定
- 埼玉県と消防機関及び埼玉DMATの災害時等における高速自動車国道等の使用の取扱いに関する協定
- 大規模火災発生時の消火用水搬送協力に関する協定
- 災害時における消防活動協力に関する協定